# 경화 포스코더샵
경화 포스코더샵(영어: Gyeonghwa Posco The Sharp)은 대한민국 경상남도 창원시 진해구 경화동에 위치한 아파트다.